# Minimoog
El Minimoog es un sintetizador, un instrumento musical electrónico. Se trata de una versión compacta del Moog modular, aparecida a fines de 1970. Superaba el principal inconveniente de la versión modular original (que consistía en el tamaño, la complejidad y el peso del sistema completo), era compacto y resistente, con lo que se podía llevar de gira. Además, al ser más pequeño, resultaba más económico que el Moog Modular. El sonido del Minimoog se caracterizaba por carácter grueso y su timbre cálido, sedoso y vibrante.
Los diseñadores del Minimoog, así como del Moog modular, fueron Bill Hemsath y Bob Moog, quien a este último se debe el nombre.
Como todos los sintetizadores de su era, los Minimoog eran monofónicos (solo sonaba una nota a la vez) y no disponían de memoria para guardar sonidos o patches, debiendo ser creados o recreados en el momento. 
Con el paso de los años, el sonido del Minimoog se ha convertido en un clásico comparable al órgano Hammond, al mellotrón o a guitarras míticas como la Fender Stratocaster y la Gibson Les Paul.
Una última tirada de sintetizadores salió de la fábrica en enero de 1982, luego de esto, la producción cesó.

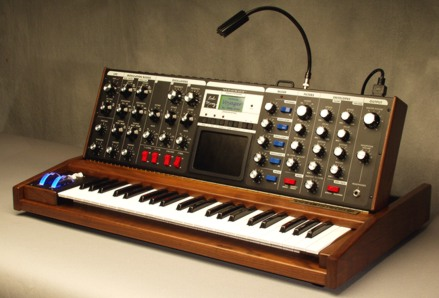
Minimoog Voyager.

En 2002, nuevas series con modernas incorporaciones (MIDI, control digital, memorias, etc.) fueron producidas bajo el nombre de "Minimoog Voyager" hasta fines de septiembre del 2015.
El 18 de mayo del 2016, se anunció oficialmente una reedición del histórico Minimoog (modelo D), con las mismas características que el original pero con un par de funciones nuevas. El mismo salió a la venta el 18 de julio del mismo año.

## Grabaciones notables
- Love You (1977) de The Beach Boys, Brian Wilson grabó todo el álbum usando el Minimoog.
- De Yes muchas grabaciones por sí son notables por su uso del Minimoog, tales como los discos "Close to the Edge", "Tales from Topographic Oceans", "Going For The One", "Tormato" (con Rick Wakeman), "Relayer" (con Patrick Moraz), y "Drama" (con Geoff Downes).
- Parliament utilizó una Minimoog interpretado por Bernie Worrell en golpes diversos, para "Flash Light" (lo que creó la línea de bajo distintivo de esta canción).
- Gary Numan en su álbum Replicas (bajo el nombre de Tubeway Army) es esencialmente en torno a la Minimoog. Su siguiente álbum The Pleasure Principle (1979) y Telekon (1980) también en gran medida función del instrumento.
- Silvio Rodríguez, en el disco Rabo de Nube (1980), introduce el Minimoog, tocado por Frank Fernández, en los temas "Imagínate" y en la coda instrumental de "Testamento".
- Los Jaivas: en sus discos más conocidos, Canción del Sur (1977) y Alturas de Machu Picchu (1981), es el instrumento utilizado para el motivo característico del célebre tema "Sube a nacer conmigo hermano" y para varios solos de temas del disco, como también canciones de los discos Canción del Sur, Aconcagua y Obras de Violeta Parra.
- Charly García en toda sus épocas, especialmente en Sui Generis, La Máquina de Hacer Pájaros y Serú Girán donde se puede escuchar el Minimoog en registros tímbricos propios del rock progresivo.
- Electric Light Orchestra usó de forma destacada el sintetizador Minimoog para algunas canciones del álbum de 1973 On the Third Day, especialmente en Daybreaker.
- Pink Floyd, dio uso a este instrumento en Shine on You Crazy Diamond, utilizándolo en la primera y en la tercera parte.
- Kaufman & Silverman utilizaron este instrumento para el álbum Plantopia.

## Lectura recomendada
- Silva, JoE (2024). The Minimoog Book. Bjooks Publishing. ISBN 978-87-975391-0-1.